# Dalai Lama Renaissance

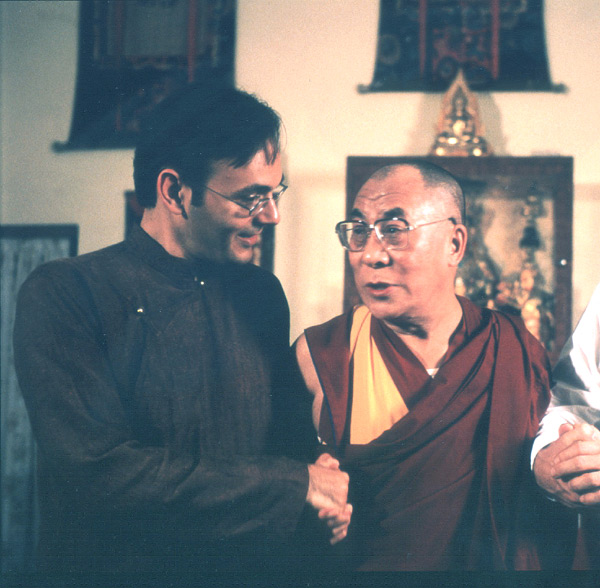
Le producteur et réalisateur Khashyar Darvich avec le Dalaï Lama en Inde durant le tournage du documentaire Dalai Lama Renaissance.

Dalai Lama Renaissance est un film documentaire américain, produit et réalisé par Khashyar Darvich. Il est sorti en 2007. L’acteur Harrison Ford en est le narrateur. Ce film a pour sujet la rencontre entre le 14e Dalaï Lama, et le groupe « Synthesis » , rassemblant environ 40 penseurs de pays occidentaux se focalisant sur le concept de « renaissance », qui souhaitaient utiliser cette rencontre pour changer le monde et résoudre nombre de ses problèmes. La rencontre s'est déroulée dans la propriété du Dalaï Lama, un simple bungalow dans les hauteurs de McLeod Ganj, près de Dharamsala, en Inde du nord, en septembre 1999.
Le film qui a reçu 12 prix, a été la sélection officielle de plus de 40 festivals de film internationaux, et a été projeté dans plus de 100 villes aux USA, ainsi que dans d'autres pays tels que l'Allemagne, l'Autriche et la Suisse.
Le film a aussi été projeté à Taïwan en juin 2009. Après qu'un journal de la presse taïwanaise en langue chinoise en eut fait l'éloge en première page, Le Quotidien du Peuple (une branche des media du Comité central du parti communiste chinois) écrivit un article critiquant le film, dans une tentative de le discréditer.
Le film a été projeté en avant première au Festival du film de Munich le 26 juin 2007.
Parmi les penseurs occidentaux qui ont rencontré le Dalaï Lama, il y a le scientifique spécialiste de la physique quantique, Fred Alan Wolf et Amit Goswami (connu pour les documentaires Que sait-on vraiment de la réalité !? et The Secret (en)), le scientifique en Sciences humaines et sociales Jean Houston (en), et le fondateur de l'église « Agape International Spiritual Center » de Los Angeles, le Dr Michael Beckwith (en).
Au long du documentaire, l'audience voit le conflit des egos qui ne tarde pas à se développer parmi les membres du groupe et leurs assistants, chaque participant tentant de modeler la réunion pour qu'elle corresponde à ses attentes personnelles. Finalement, ils découvrent qu'ils ne peuvent espérer changer le monde avant d'avoir réalisé une transformation personnelle. Aidé par les méditations souvent enjouées du Dalaï Lama, chaque participant ressort changé de façon unique par leur expérience.
Le film inclut la musique originale de musiciens tibétains, ainsi que du maître de sitar professionnel Roop Verma, qui a étudié sous la direction de Ravi Shankar et d'Ali Akbar Khan.

## Liste de personnalité apparaissant dans le documentaire
Harrison Ford - Dalaï Lama - Michael Beckwith - Thom Hartmann - Fred Alan Wolf - Amit Goswami - Jean Houston - John E. Mack - Vandana Shiva - Wayne Teasdale - Elisabet Sahtouris - Fran Korten - Michael Toms - Sulak Sivaraksa - Thomas A. Forsthoefel - Vicki Robin - Harry Morgan Moses - Barry Rosen - Brian Muldoon - Myron Kellner-Rogers - Gordon Davidson - Nancy Margulies - Gary Warhaftig - Corinne McLaughlin - David Korten

## Prix et nominations
| Année | Prix                                      | Catégorie                             | Résultat |
| ----- | ----------------------------------------- | ------------------------------------- | -------- |
| 2007  | Monaco International Film Festival        | Meilleur documentaire                 | gagné    |
| 2007  | Vancouver International Film Festival     | Grand Prix du Jury                    | gagné    |
| 2007  | Moondance International Film Festival     | Meilleur directeur de film            | gagné    |
| 2007  | Moondance International Film Festival     | Prix du Public, Meilleur documentaire | gagné    |
| 2007  | Barbados International Film Festival      | Grand Prix Spécial du Jury            | gagné    |
| 2007  | Global Peace Film Festival                | Prix Koshino Miyako                   | gagné    |
| 2007  | Big Bear Lake International Film Festival | Prix du Public, Meilleur documentaire | gagné    |
| 2007  | Monaco International Film Festival        | Prix de la paix                       | gagné    |
| 2008  | Sedona Film Festival                      | Film le plus demandé                  | gagné    |
| 2008  | Frozen River Film Festival                | Prix du public                        | gagné    |